# Victor Stoichita
Victor Ieronim Stoichita (Bucarest, 13 de juny de 1949) és historiador i crític d'art.
Des de 1991 és catedràtic d'Història de l'Art Modern i Contemporani a la Universitat de Friburg (Suïssa). Els seus interessos inclouen l'hermenèutica i l'antropologia de la imatge, amb especial èmfasi en l'art italià i espanyol. Estudià història de l'art a Roma, París i Múnic.
Ha estat professor visitant de diverses institucions d'educació superior, incloses la Universitat Hebrea de Jerusalem, Harvard, Göttingen, Carlos III de Madrid, Frankfurt, Xile, la Universitat de Bolonya, l'École des Hautes Études en Sciences Sociales de París i el Collège de France. Va ser membre del Wissenschaftskolleg de Berlín, professor Rudolf Wittkower a l'Institut Max Planck de Roma i Visiting Scholar del Getty Research Institute (Los Angeles), Institut d'Estudis Avançats de Princeton i el Centre d'Estudis Avançats en Arts Visuals, de Washington DC. Ha donat nombroses conferències en diversos museus com el Louvre, el Prado, l'Institut d'Art de Chicago, el Museu Guggenheim de Bilbao, l'Alte Pinakothek de Múnic i el Museu de Belles Arts de Mèxic. Després d'emigrar el 1982 a Alemanya, es va interessar especialment per l'art espanyol i els seus problemes hermenèutics. Els seus llibres proposen nous punts de vista i d'investigació que contribueixen a aclarir el lloc que ocupa la pintura espanyola en el context europeu i en la cultura i espiritualitat occidentals. A part dels seus nombrosos articles i conferències, ha publicat diversos llibres, alguns dels quals amb la seva dona Anna Maria Coderch.